# Liste der Naturdenkmale in Brackenheim
| Naturdenkmale | Anzahl |
| ------------- | ------ |
| FND           | 19     |
| END           | 9      |
| Gesamt        | 28     |

Die Liste der Naturdenkmale in Brackenheim nennt die verordneten Naturdenkmale (ND) der im baden-württembergischen Landkreis Heilbronn liegenden Stadt Brackenheim. In Brackenheim gibt es insgesamt 28 als Naturdenkmal geschützte Objekte, davon 19 flächenhafte Naturdenkmale (FND) und 9 Einzelgebilde-Naturdenkmale (END).
Stand: 31. Oktober 2016.

## Flächenhafte Naturdenkmale (FND)
| Name                                          | Bild | Kennung     | Einzelheiten                                            | Position | Fläche Hektar | Datum         |
| --------------------------------------------- | ---- | ----------- | ------------------------------------------------------- | -------- | ------------- | ------------- |
| Bergweghohle                                  | BW   | 81250130020 | Brackenheim                                             | ⊙        | 0,2           | 18. Juli 1986 |
| Botenheimer Heide                             | BW   | 81250130006 | Brackenheim                                             | ⊙        | 1,8           | 18. Juli 1986 |
| Felsband „Klinge“                             | BW   | 81250130025 | Brackenheim                                             | ⊙        | 0,4           | 18. Juli 1986 |
| Feuchtgebiet am Forstbachsee                  | BW   | 81250130015 | Brackenheim                                             | ⊙        | 0,5           | 18. Juli 1986 |
| Feuchtgebiet „Breibachquelle“                 | BW   | 81250130017 | Brackenheim                                             | ⊙        | 2,5           | 18. Juli 1986 |
| Feuchtgebiet „Eichelbach“ (2 Teile)           | BW   | 81250130032 | Brackenheim                                             | ⊙        | 0,6           | 18. Juli 1986 |
| Feuchtgebiet „Im Biegel“                      |      | 81250130008 | Brackenheim Nicht mehr in der LUBW-Datenbank vorhanden. | ???      | 0,7           | 18. Juli 1986 |
| Feuchtgebiet „Langhart“                       | BW   | 81250130004 | Brackenheim                                             | ⊙        | 3,4           | 18. Juli 1986 |
| Feuchtgebiet „Lannenbach“                     | BW   | 81250130033 | Brackenheim                                             | ⊙        | 0,7           | 18. Juli 1986 |
| Feuchtgebiet „Seedamm“                        | BW   | 81250130034 | Brackenheim                                             | ⊙        | 0,5           | 18. Juli 1986 |
| Feuchtgebiet „Seewiesen“                      | BW   | 81250130035 | Brackenheim                                             | ⊙        | 0,4           | 18. Juli 1986 |
| Feuchtgebiet „Sieh Dich Für“                  |      | 81250130022 | Brackenheim                                             | ⊙        | 1,1           | 18. Juli 1986 |
| Feuchtgebiet, sog. „Seewäldle“                | BW   | 81250130010 | Brackenheim                                             | ⊙        | 0,6           | 18. Juli 1986 |
| Heuchelbergweghohle                           | BW   | 81250130014 | Brackenheim                                             | ⊙        | 2,0           | 18. Juli 1986 |
| Hohlweg im Allmand                            | BW   | 81250130019 | Brackenheim                                             | ⊙        | 0,4           | 18. Juli 1986 |
| Hohlweg zum Lauffener Grund                   | BW   | 81250130016 | Brackenheim                                             | ⊙        | 0,9           | 18. Juli 1986 |
| Klingenhohle                                  | BW   | 81250130028 | Brackenheim                                             | ⊙        | 0,5           | 18. Juli 1986 |
| Schilfsandsteinaufschluß Klinge-Hohentalstutz | BW   | 81250130024 | Brackenheim                                             | ⊙        | 0,5           | 18. Juli 1986 |
| Steinbruch „Steinhalden“                      | BW   | 81250130018 | Brackenheim                                             | ⊙        | 0,4           | 18. Juli 1986 |
| Legende für Naturdenkmal                      |      |             |                                                         |          |               |               |

## Einzelgebilde (END)
| Name                                      | Bild | Kennung     | Einzelheiten                                            | Position | Fläche Hektar | Datum         |
| ----------------------------------------- | ---- | ----------- | ------------------------------------------------------- | -------- | ------------- | ------------- |
| Maulbeerbaum-Gruppe (6 Bäume)             | BW   | 81250130030 | Brackenheim                                             | ⊙        | 0,0           | 18. Juli 1986 |
| 1 Blutbuche                               | BW   | 81250130002 | Brackenheim                                             | ⊙        | 0,0           | 18. Juli 1986 |
| 1 Blutbuche                               | BW   | 81250130003 | Brackenheim                                             | ⊙        | 0,0           | 18. Juli 1986 |
| 1 Eiche, sog. „Bettelmannseiche“          | BW   | 81250130027 | Brackenheim Nicht mehr in der LUBW-Datenbank vorhanden. | ⊙        | 0,0           | 18. Juli 1986 |
| 1 Linde                                   | BW   | 81250130009 | Brackenheim                                             | ⊙        | 0,0           | 18. Juli 1986 |
| 1 Linde                                   | BW   | 81250130013 | Brackenheim                                             | ⊙        | 0,0           | 18. Juli 1986 |
| 1 Linde                                   | BW   | 81250130031 | Brackenheim                                             | ⊙        | 0,0           | 18. Juli 1986 |
| 2 dreistämmige Eichen, sog. „Drei Eichen“ | BW   | 81250130026 | Brackenheim                                             | ⊙        | 0,0           | 18. Juli 1986 |
| 2 Zedern                                  | BW   | 81250130023 | Brackenheim                                             | ⊙        | 0,0           | 18. Juli 1986 |
| Legende für Naturdenkmal                  |      |             |                                                         |          |               |               |